# ITF-14
ITF-14 (Interleaved Two of Five) è l'implementazione della GS1 del codice a barre Interleaved 2 of 5 per memorizzare il Global Trade Item Number.  ITF-14 è utilizzato nell'imballo esterno dei prodotti, ad esempio della scatola che contiene 24 lattine. ITF-14 memorizza sempre e solo 14 cifre.
Il registro GS1 chiamato GS1 GEPIR può essere utilizzato per rintracciare, a partire da un GTIN 14 di un determinato prodotto, l'identificazione della società che lo ha prodotto. Il bordo nero attorno al simbolo si chiama barra portante. Lo scopo della barra portante è per equilibrare la pressione esercitata dalla lastra di stampa su tutta la superficie del simbolo, e per migliorare l'affidabilità della lettura contribuendo a ridurre la probabilità di una lettura errata o scansioni brevi che possono verificarsi quando un fascio di scansione distorta entra o esce attraverso il suo bordo superiore o inferiore.